# Strude

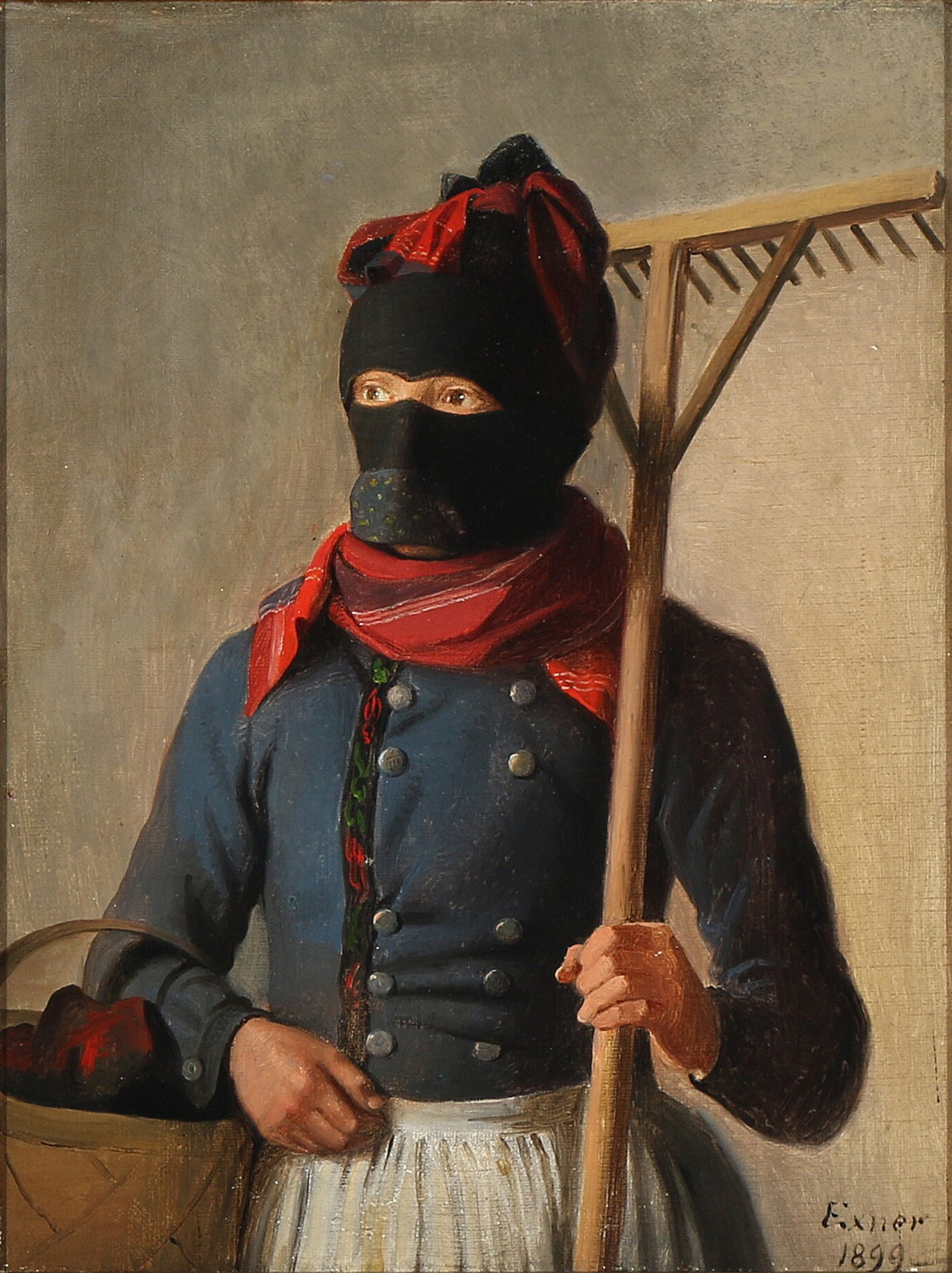
Kvinna från Fanø i skördedräkt och strude. Målning av Julius Exner, 1899.

Strude är en ansiktsmask som tidigare bars av kvinnorna på den danska ön Fanø när de arbetade på åkern. 
Den består av två delar där den översta har hål för ögonen och den nedersta täcker mund och haka. Masken är sydd av svart tyg och 
fodrad med linne eller siden.
Struden knyts eller hakas fast i nacken och skyddar hyn mot stark sol och kraftig vind. Den användes långt in på 1900-talet, men bärs idag endast vid högtidliga tillfällen och fester tillsammans med folkdräkt och är då undantagen från det maskeringsförbud som råder i Danmark.